# بزو
بزو هي قرية مغربية تقع في قلب إقليم أزيلال بجهة بني ملال خنيفرة عند النقطة التي يلتقي فيها الأطلس المتوسط بالأطلس الكبير  ولها موقع جغرافي استراتيجي يجعلها تربط بين مدن رئيسية مثل بني ملال ومراكش، و تبعد  9 كيلومترات فقط عن الطريق الرئيسية.. تضم هذه القرية 14.507 نسمة (إحصاء 2004).

## دواوير الجماعة
- تاكونت
- المدرسة
- أغبالو
- باحي

## أنشطة سكان بزو
يعمل سكان بزو في الزراعة وتربية المواشي ويعتمدون على موارد المياه المتوفرة. كما تُعرف البلدة بصناعة الجلباب البزيوي التقليدي بجودة عالية. إلى جانب ذلك، يمارسون التجارة بسبب موقع البلدة الاستراتيجي الذي كان نقطة وصل تاريخية بين المدن الكبرى.